# Kuopion Palloseura 2016

## Stagione
Nella stagione 2016 il KuPS ha disputato la Veikkausliiga, massima serie del campionato finlandese di calcio, terminando il torneo al settimo posto con 49 punti conquistati in 33 giornate, frutto di 14 vittorie, 7 pareggi e 12 sconfitte. In Liigacup è stato eliminato al termine della fase a gironi, avendo concluso al sesto posto il suo girone. In Suomen Cup è sceso in campo a partire dal quinto turno, ha raggiunto i quarti di finale dove è stato eliminato dall'HJK.

## Organico

### Rosa
| N. |                           | Ruolo | Calciatore           |
| -- | ------------------------- | ----- | -------------------- |
| 1  | Austria (bandiera)        | P     | Johannes Kreidl      |
| 2  | Finlandia (bandiera)      | D     | Joonas Ojantie       |
| 3  | Costa d'Avorio (bandiera) | D     | Hamed Coulibaly      |
| 6  | Finlandia (bandiera)      | A     | Saku Savolainen      |
| 7  | Finlandia (bandiera)      | C     | Juha Hakola          |
| 8  | Finlandia (bandiera)      | C     | Petteri Pennanen (c) |
| 9  | Finlandia (bandiera)      | A     | Mika Ääritalo        |
| 10 | Nigeria (bandiera)        | C     | Paul Onobi           |
| 11 | Finlandia (bandiera)      | C     | Ilmari Niskanen      |
| 12 | Stati Uniti (bandiera)    | P     | Craig Hill           |
| 12 | Finlandia (bandiera)      | P     | Miika Töyräs         |
| 14 | Gambia (bandiera)         | C     | Tijan Jaiteh         |
| 16 | Finlandia (bandiera)      | P     | Joonas Pöntinen      |
| 17 | Finlandia (bandiera)      | A     | Patrik Alaharjula    |
| 18 | Nigeria (bandiera)        | D     | Aliyu Abubakar       |

| N. |                      | Ruolo | Calciatore           |
| -- | -------------------- | ----- | -------------------- |
| 19 | Senegal (bandiera)   | D     | Babacar Diallo       |
| 21 | Finlandia (bandiera) | D     | Jani Mahanen         |
| 22 | Serbia (bandiera)    | A     | Saša Jovović         |
| 23 | Finlandia (bandiera) | C     | Patrick Poutiainen   |
| 24 | Finlandia (bandiera) | D     | Atte Hoivala         |
| 25 | Finlandia (bandiera) | C     | Urho Nissilä         |
| 26 | Finlandia (bandiera) | A     | Joonas Nissinen      |
| 28 | Finlandia (bandiera) | D     | Joona Lautamaja      |
| 29 | Finlandia (bandiera) | D     | Mikko Pitkänen       |
| 31 | Finlandia (bandiera) | C     | Antti-Ville Räisänen |
| 32 | Finlandia (bandiera) | D     | Tuomas Rannankari    |
| 39 | Nigeria (bandiera)   | A     | Gbolahan Salami      |
| 42 | Finlandia (bandiera) | D     | Sharp Räsänen        |
| 45 | Nigeria (bandiera)   | D     | Azubuike Egwuekwe    |

## Statistiche

### Statistiche di squadra
| Competizione  | Punti | In casa | In casa | In casa | In casa | In casa | In casa | In trasferta | In trasferta | In trasferta | In trasferta | In trasferta | In trasferta | Totale | Totale | Totale | Totale | Totale | Totale | DR |
| Competizione  | Punti | G       | V       | N       | P       | Gf      | Gs      | G            | V            | N            | P            | Gf           | Gs           | G      | V      | N      | P      | Gf     | Gs     | DR |
| ------------- | ----- | ------- | ------- | ------- | ------- | ------- | ------- | ------------ | ------------ | ------------ | ------------ | ------------ | ------------ | ------ | ------ | ------ | ------ | ------ | ------ | -- |
| Veikkausliiga | 49    | 16      | 9       | 3       | 4       | 19      | 11      | 17           | 5            | 4            | 8            | 18           | 20           | 33     | 14     | 7      | 12     | 37     | 31     | +6 |
| Liigacup      | -     | 2       | 0       | 1       | 1       | 0       | 2       | 3            | 1            | 0            | 2            | 3            | 4            | 5      | 1      | 1      | 3      | 3      | 6      | -3 |
| Suomen Cup    | -     | 1       | 0       | 0       | 1       | 1       | 4       | 3            | 3            | 0            | 0            | 7            | 2            | 4      | 3      | 0      | 1      | 8      | 5      | +3 |
| Totale        | -     | 19      | 9       | 4       | 6       | 20      | 17      | 23           | 9            | 4            | 10           | 28           | 26           | 42     | 18     | 8      | 16     | 48     | 42     | +6 |